# Норт Друид Хилс (Џорџија)
Норт Друид Хилс (енгл. North Druid Hills) насељено је место без административног статуса у америчкој савезној држави Џорџија.

## Демографија
По попису из 2010. године број становника је 18.947, што је 95 (0,5%) становника више него 2000. године.
| Група             | 2000.          | 2010.          |
| Белци             | 15.008 (79,6%) | 12.228 (64,5%) |
| Афроамериканци    | 1.376 (7,3%)   | 2.435 (12,9%)  |
| Азијати           | 1.269 (6,7%)   | 2.118 (11,2%)  |
| Хиспаноамериканци | 815 (4,3%)     | 1.844 (9,7%)   |
| Укупно            | 18.852         | 18.947         |